# Огюстен Кошен
Огюстен Кошен (фр. Augustin  Cochin, 22 грудня 1876 — 8 липня 1916) — французький історик. Народився в Парижі 22 грудня 1876 року в родині політика правого спрямування Дені Кошена. В 1902 році захистив дисертацію з історії Франції в сімнадцятому столітті. У 1903 році почав займатися сюжетами історії Французької революції. Загинув у битві на Соммі 8 липня 1916 року.

## Історичні праці
Основні його роботи були опубліковані після Першої світової війни в 1921 і 1924 роках в збірниках «Вільнодумні товариства і сучасна демократія. Етюди революційної історії» і «Революція і вільнодумство. Соціалізація думки, особистості і майна», перевиданих в 1979 році під назвами «Дух якобінства» і "Революція і вільнодумство.
В 1925 році побачила світ двохтомна монографія про вибори в Бретані. Але того часу його праці залишилися непоміченими і тільки в кінці 1970-их були перевидані істориками-ревізіоністами, такими як Франсуа Фюре побачивших в Кошені свого попередника.

## Погляди
Французька революція була, за теорією Кошена, наслідком певних процесів, що відбувалися в суспільній свідомості. Про які-небудь економічні передумови революції Кошен не згадував. Лише раз він побіжно зауважив, що в революції були і «реальні причини», наприклад неправильний фіскальний режим, хоча тут же підкреслив, що подібні чинники могли грати роль лише в 1789 році, але ніяк не в 1792 або 1793 роках. На думку Кошена, революція була плодом діяльності «малого народу» — інтелектуальної еліти, «філософів», організованих в систему товариств (враховуючи масонські ложі), які, виникнувши в 1750-х роках, замкнулися у світі абстрактно-логічних побудов, відірвалися від органічного життя французького «великого народу», одначе при цьому зуміли нав'язати йому свої ідеї і «цінності». Продовженням цієї системи була система революційних клубів, яка фактично і здійснювала владу в епоху революції від імені народу (сучасна наука згідна з останньою думкою). З цього Кошен робить висновок про демократію як про владу «малого народу» і про терор як про неминучий атрибут демократії. Через засадничу дихотомію в демократії між реальністю політичних відносин і фантасмагорією представництва у владі, котра підтримується продуманими компаніями спланованого формування громадської думки владною меншиною. Спочатку це робили через масонські ложі, а потім через партії. А збої у цій системі, для збереження влади владною меншиною, виправляють винятково вже крайнім засобом — терором. Про що свідчила, зокрема, і політична історія Франції ХІХ ст..
Для аналізу процесу Великої Французької революції Кошен використав соціологічний метод детермінізму, тоді щойно започаткований Емілем Дюркгеймом

## Вплив
Ідеї Кошена були згодом використані російським ученим і публіцистом академіком Ігорем Шафаревічем, котрий, застосувавши їх до історії Росії XX століття, багато в чому ототожнив «малий народ» з однією із течій жидівського націоналізму. Кошен передбачив новітню історіографію в критиці традиційних концепцій Французької революції. Проте його власна теорія, на думку критиків, не дає повного пояснення подій, мотивуючи це тим що Кошен «так і не зміг пояснити як і чому виникла система „філософських“ товариств („малий народ“), чому і яким конкретно чином вона зуміла нав'язати свою волю і уявлення „великому народові“».

## Публікації праць
- " La révolution et la libre-pensée.pdf «
- » Les sociétés de pensée et la démocratie moderne.pdf «